# Justicia climática

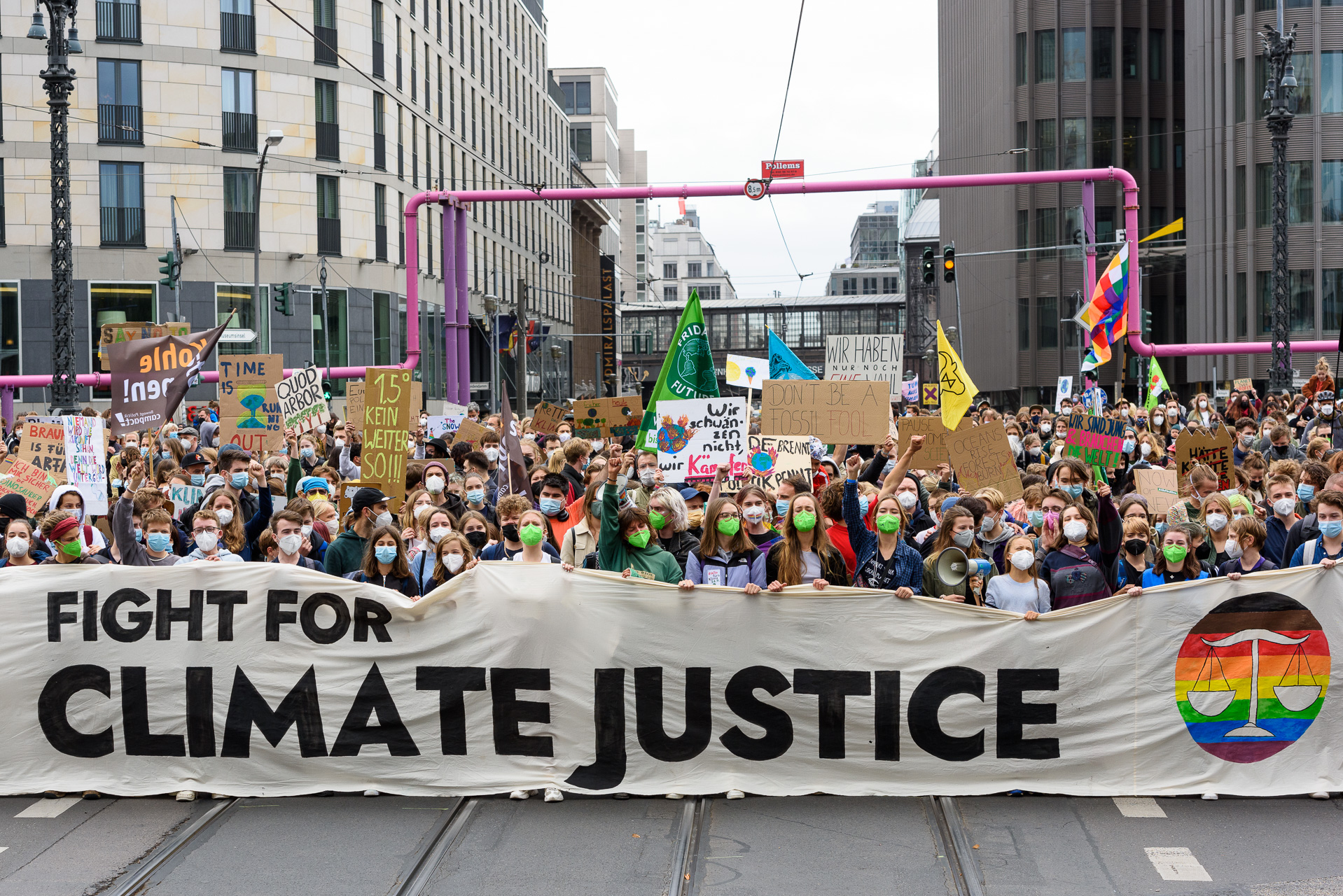
Manifestación de Fridays for Future en Berlín en septiembre de 2021

Justicia climática es un término utilizado para denominar al calentamiento global como un problema ético y político, más allá de solo un problema ambiental o físico en la naturaleza. Esto se hace relacionando las causas y efectos del cambio climático con conceptos de justicia, particularmente justicia ambiental y justicia social, y examinando problemáticas tales como igualdad, derechos humanos, derechos colectivos y responsabilidad histórica por el cambio climático. 
Se trata de un principio según el cual los beneficios obtenidos de las actividades que causan el cambio climático y las cargas de los impactos deben distribuirse equitativamente.Con frecuencia se usa para referirse a la responsabilidad histórica desigual que tienen los países y las comunidades respectos a la crisis climática, y cómo aquellos menos responsables son quienes sufren sus peores consecuencias.
En ocasiones, este término se utiliza para hacer referencia a una acción legal actual en materia de cambio climático.

## Historia del término
Los orígenes del término justicia climática se remontan al movimiento de justicia ambiental nacido en los años 80 en Estados Unidos, el cual estaba vinculado a las luchas de las comunidades afroamericanas cuyos barrios eran los más afectados por las actividades contaminantes, tal como vertederos de residuos tóxicos y ciertas industrias.
De forma contemporánea, nacieron en los países del sur global movimientos socioambientales que colocaban énfasis en los conflictos ambientales causados por la reproducción globalizada del capital, la nueva división internacional y territorial del trabajo, y la desigualdad social, lo que repercutía en la distribución de estos conflictos y perjudicaba principalmente a las poblaciones más vulnerables.Este fenómeno fue bautizados como «ecología popular».
Si bien el concepto de Justicia Climática es heredero de estas dos corrientes, nació como tal de la mano de los movimientos antiglobalización y bajo una dimensión más confrontativa.Fue popularizado en 1999 por el grupo Corporate Watch a través del informe «Greenhouse Gangsters vs Climate Justice», el cual criticaba las soluciones corporativas al cambio climático y abogaba por principios como el de “«quien contamina paga», Transición Justa e interseccionalidad de base.
Entre el 13 y el 24 de noviembre del 2000, mientras se llevaba a cabo la Sexta Conferencia de las Partes (COP 6), tuvo lugar la primera Cumbre de la Justicia Climática en La Haya. Esta cumbre buscaba afirmar que el cambio climático es una cuestión de derechos, así como formar alianzas más allá de los estados y fronteras en contra del cambio climático y a favor del desarrollo sostenible.
Más tarde, entre agosto y septiembre del 2002, grupos ambientalistas internacionales se reunieron para la Cumbre de la Tierra de Johannesburgo,también conocida como Río+10. Donde redactaron y adoptaron los Principios de Bali sobre Justicia Climática. Este documento de 27 puntos afirma, entre otras cosas, que los gobiernos son responsables de abordar el cambio climático de acuerdo con el principio de responsabilidades comunes pero diferenciadas.
| La justicia climática declara a las comunidades que son dependientes de recursos naturales para su sustento y culturas con derecho a ser dueñas de estas y manejarlas de una manera sostenible, de igual forma está en contra de la mercantilización de la naturaleza y sus recursos.—Principios de justicia climática de Bali, artículo 18, 29 de agosto de 2002 |

En 2004, se creó el Grupo Durban por la justicia climática en el encuentro internacional de Durban, Sudáfrica. Fue aquí que representantes de ONG y  movimientos populares discutieron políticas realistas para enfrentar el cambio climático.
En la Conferencia de Bali de 2007, fue fundada la coalición global Climate Justice Now!, y, en 2008, en la reunión inaugural de Ginebra, el Foro humanitario global enfocó su atención en la justicia climática.
En 2009, se creó la red de Climate Justice Action, justo en el período previo a la Cumbre de Copenhague. Durante la cumbre, se discutió sobre la desobediencia civil y la acción directa, y muchos activistas climáticos utilizaron el lema de "cambio del sistema y no climático”.
En abril de 2010, tuvo lugar la Conferencia Mundial de los Pueblos sobre el Cambio Climático y los Derechos de la Madre Tierra en Tiquipaya, Bolivia. Fue organizada por el gobierno de Bolivia con la intención de reunir a los gobiernos y la sociedad civil. En esta conferencia se publicó un “Acuerdo de los Pueblos” que, entre otras cosas, busca promover una mayor justicia climática.

### Fondo Verde para el Clima
En el marco de la COP16 realizada en Cancún, México, en 2010, se creó el Fondo Verde para el Clima, cuyo objetivo es fomentar el diseño e implementación de medidas climáticas por parte de países en desarrollo, de modo de cumplir con la meta del Acuerdo de París de mantener el aumento de la temperatura media mundial por debajo de 2 °C con respecto a niveles preindustriales.
Se trata del fondo climático más grande del mundo y que ha sido presentado como un apoyo a la justicia climática, pues está destinados a la adaptación y mitigación del cambio climático en países vulnerables y en vías de desarrollo. La mitad de los recursos de adaptación de este fondo deben destinarse a los países más vulnerables al clima, incluidos los pequeños Estados insulares en desarrollo, los países menos adelantados y los Estados africanos.
El Fondo Verde para el Clima funciona como el ente operativo del mecanismo financiero de la Convención Marco de las Naciones Unidas para el Cambio Climático, ofreciendo líneas de financiamiento para programas de mitigación y/o adaptación, que sean impulsados por el sector público o privado de cada país, y que contribuyan a cumplir las metas de desarrollo sustentable y las Contribuciones Nacionalmente Determinadas.
La primera reunión del Fondo Verde para el Clima se llevó a cabo en agosto de 2012 y entró en pleno funcionamiento en 2015.

### Fondo de Pérdidas y Daños
En noviembre de 2022, en el marco de la COP27 en Egipto, se aprobó la creación de un fondo especial de Pérdidas y Daños, cuyo fin es proporcionar asistencia financiera a las naciones más vulnerables y afectadas por los efectos del cambio climático.El secretario general de la ONU, António Guterres, describió la acción sobre pérdidas y daños como una cuestión de solidaridad internacional y justicia climática.
En específico, los recursos del Fondo de pérdidas y daños ayudarán a pagar los impactos relacionados con el clima que ocurren en los países más vulnerables incluso cuando estos se adaptan y preparan para el cambio climático.
Este fondo entró en funcionamiento en 2023, durante la COP28 en Dubái. Durante la Conferencia, La Unión Europea, Reino Unido, Estados Unidos y otros países anunciaron contribuciones inmediatas por un total de alrededor de US$400 millones.

## Aspectos y consideraciones

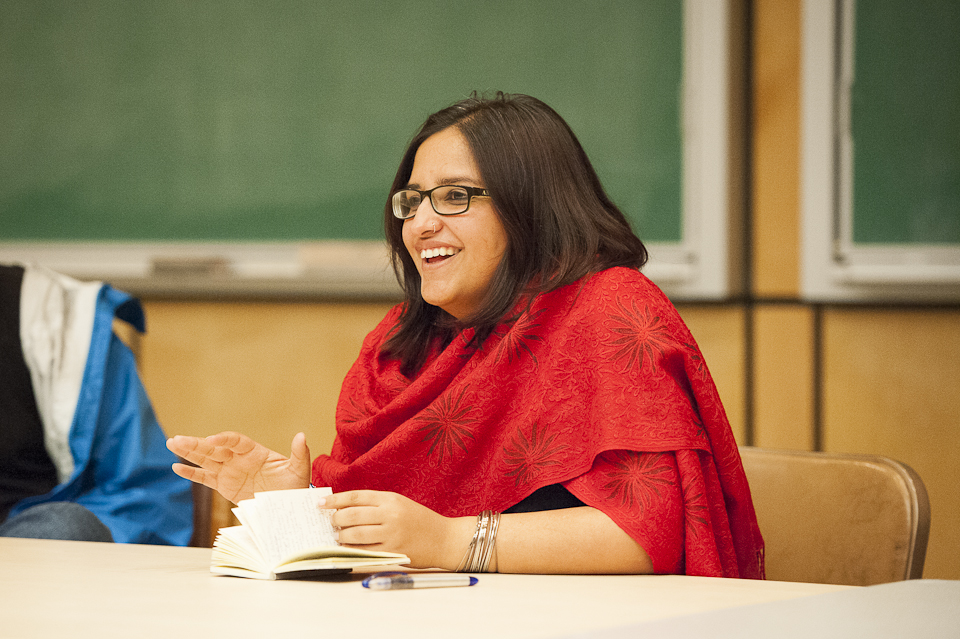
Harsha Walia en la conferencia de Justicia Climática (Un Movimiento de Movimientos) en Victoria, Territorios de Coast Salish, 2013.

La capacidad de las poblaciones para aminorar y adaptarse a las consecuencias negativas del cambio climático están determinadas por factores como: el ingreso, raza, la clase, el género, capital y representación política. Cuantos menos recursos tengan para adaptarse las comunidades, se vuelven más vulnerables al cambio climático. La gente que vive en la pobreza o en circunstancias precarias no suele tener los recursos ni la cobertura de seguro necesaria para recuperarse de algún desastre medioambiental. Así mismo, muchas de estas poblaciones reciben un reparto desigual de las operaciones de socorro, y una escasa asistencia para la recuperación.

### Desproporcionalidad entre causalidad y carga
La responsabilidad por el cambio climático antropogénico difiere sustancialmente entre individuos y grupos. Los estudios encuentran que los ciudadanos más prósperos del mundo son responsables de la mayoría de los impactos ambientales, y es necesaria una acción enérgica por parte de ellos para las perspectivas de avanzar hacia condiciones ambientales más seguras.
Según un informe de 2020 de Oxfam y el Instituto de Medio Ambiente de Estocolmo, el 1% más rico de la población mundial ha causado el doble de emisiones de carbono que el 50% más pobre durante los 25 años desde 1990 hasta 2015. Esto fue, respectivamente, durante ese período, el 15% de las emisiones acumuladas en comparación con el 7%.
La mitad inferior de la población es directamente responsable de menos del 20 % de la huella energética y consume menos que el 5 % superior en términos de energía corregida por el comercio. Las personas de altos ingresos suelen tener una huella energética más alta, ya que utilizan de manera desproporcionada sus recursos financieros más grandes, que generalmente pueden gastar libremente en su totalidad para cualquier propósito, siempre que la compra del usuario final sea legal, para bienes intensivos en energía. En particular, se identificó la mayor desproporcionalidad en el dominio del transporte, donde, p. el 10% superior consume el 56% del combustible para vehículos y realiza el 70% de las compras de vehículos.
Para agravar el problema de la injusticia por una causalidad desproporcionada, muchas de las personas y naciones más afectadas por el cambio climático se encuentran entre las menos responsables. Un estudio proyectó que, dependiendo de los escenarios, las regiones habitadas por 1 a 3 mil millones de personas podrían volverse tan calientes como las partes más calientes del Sahara (una temperatura máxima anual de >29 °C) dentro de 50 años si no hay cambios en los patrones de crecimiento de la población, el cambio climático no se limita a menos de 1,5 °C y estas personas no migran. Encontró que la mayoría de estas regiones afectadas tienen poca capacidad de adaptación a partir de 2020. Uno de los problemas podría ser el aumento de la severidad de las sequías en todo el mundo.

### Responsabilidad y causas
Si bien las empresas de combustibles fósiles a menudo son responsables del cambio climático antropogénico, su influencia y efectos negativos en el medio ambiente pueden deberse principalmente a varios factores:
- consumidores que compran combustibles fósiles y bienes producidos con combustibles fósiles
- estructuras que distribuyen poder y riqueza a las empresas de combustibles fósiles
- falta de inversión pública y privada contemporánea en el desarrollo sostenible
- falta de alternativas (por ejemplo, infraestructura de transporte público y redes avanzadas de energía sostenible)
- falta de políticas que reduzcan el consumo de combustibles fósiles o sus efectos nocivos
- falta de desarrollo de cambios (por ejemplo, eco-tarifas, nuevos diseños socioeconómicos, cambios en subsidios y asignaciones financieras, certificaciones de sostenibilidad)

Muchas políticas (y esfuerzos privados contemporáneos, como los voluntarios de multimillonarios o administradores de activos) a menudo pueden tener efectos ambientales positivos sustanciales bien intencionados. Pero esto puede equivaler a (o tener el propósito de) lavado verde o ecoblanqueo. O pueden no alcanzar los objetivos y las políticas climáticas, ya que la política a menudo se basa en el compromiso de todas las partes.

### Impactos desproporcionados en grupos desfavorecidos
La vulnerabilidad al cambio climático (o vulnerabilidad climática) es un tipo de vulnerabilidad social que se ve agravada por los impactos del cambio climático y la ausencia o deficiencia de las medidas de adaptación. El IPCC define a la vulnerabilidad como "propensión o predisposición a ser afectado negativamente. La vulnerabilidad comprende una variedad de conceptos y elementos que incluyen la sensibilidad o susceptibilidad al daño y la falta de capacidad de respuesta y adaptación." El IPCC señala que la vulnerabilidad al cambio climático puede verse agravada por otros factores, como la desigualdad, la pobreza y la falta de acceso a infraestructuras básicas.

### Equidad intergeneracional
La equidad intergeneracional en contextos económicos, psicológicos y sociológicos es la idea de equidad o justicia entre generaciones. El concepto se puede aplicar a la equidad en la dinámica entre niños, jóvenes, adultos y adultos mayores. También se puede aplicar a la equidad entre las generaciones que viven actualmente y las generaciones futuras.

## Respuestas para mejorar la justicia climática

Índice de desempeño del cambio climático 2021

Ya en el presente y con base en las leyes existentes, algunas partes relevantes pueden verse obligadas a actuar (en el grado de rendición de cuentas, capacidades de control y aplicación de la ley y evaluaciones de viabilidad) por medio de los tribunales. En 2019, el Tribunal Supremo de los Países Bajos confirmó que el gobierno debe reducir aún más las emisiones de dióxido de carbono, ya que el cambio climático amenaza los derechos humanos de los ciudadanos.

### Principios comunes de justicia en el reparto de la carga
Hay tres principios comunes de justicia en el reparto de la carga que se pueden utilizar en la toma de decisiones relacionadas con quién soporta la mayor carga del cambio climático a nivel mundial y nacional: a) los que más causaron el problema, b) los que tienen la mayor capacidad de carga, c) aquellos que más se han beneficiado de las actividades que causan el cambio climático. Otro método de decisión parte del objetivo de prevenir el cambio climático y, a partir de ahí, pensar quién debe hacer qué. Esto hace uso de los principios de justicia en el reparto de la carga para mantener la equidad. 
Un ejemplo de cómo el concepto de justicia climática es relevante para las políticas y la sociedad es el problema de determinar qué tan rápido debe ser la eliminación de la extracción de combustibles fósiles o qué tan grande debe ser la cantidad de combustibles fósiles no extraíbles en un país. Otro ejemplo es el grado en que aquellas que son consideradas las principales causas del problema del cambio climático deberían estar habilitadas y permitirles mantener su riqueza y poder. Por ejemplo, algunas de las empresas de combustibles fósiles que invierten libremente en energías renovables para transformarse lentamente en empresas de energía renovable.

### Litigio climático
Desde principios de la década de 2000, los marcos legales para combatir el cambio climático han estado cada vez más disponibles a través de la legislación, y un cuerpo cada vez mayor de casos judiciales ha desarrollado un cuerpo legal internacional que conecta la acción climática con los desafíos legales, relacionados con el derecho constitucional, el derecho administrativo y el derecho privado., ley de protección al consumidor o derechos humanos.
 Muchos de los casos y enfoques exitosos se han centrado en promover las necesidades de la justicia climática y el movimiento climático juvenil.
Después de la sentencia de 2019 en Estado de los Países Bajos contra la Fundación Urgenda, que otorgó requisitos vinculantes para que el estado de los Países Bajos abordara el cambio climático, provocó una tendencia creciente de casos exitosos de activistas en los tribunales del mundo. 2019 se registró un fuerte aumento de las acciones y, en febrero de 2020, Norton Rose Fulbright publicó un análisis que identificó más de 1400 casos en 33 países.
 A principios de 2020, la mayoría de los casos pendientes estaba en los Estados Unidos, donde hay más de 1000 casos.

### Protestas por justicia climática

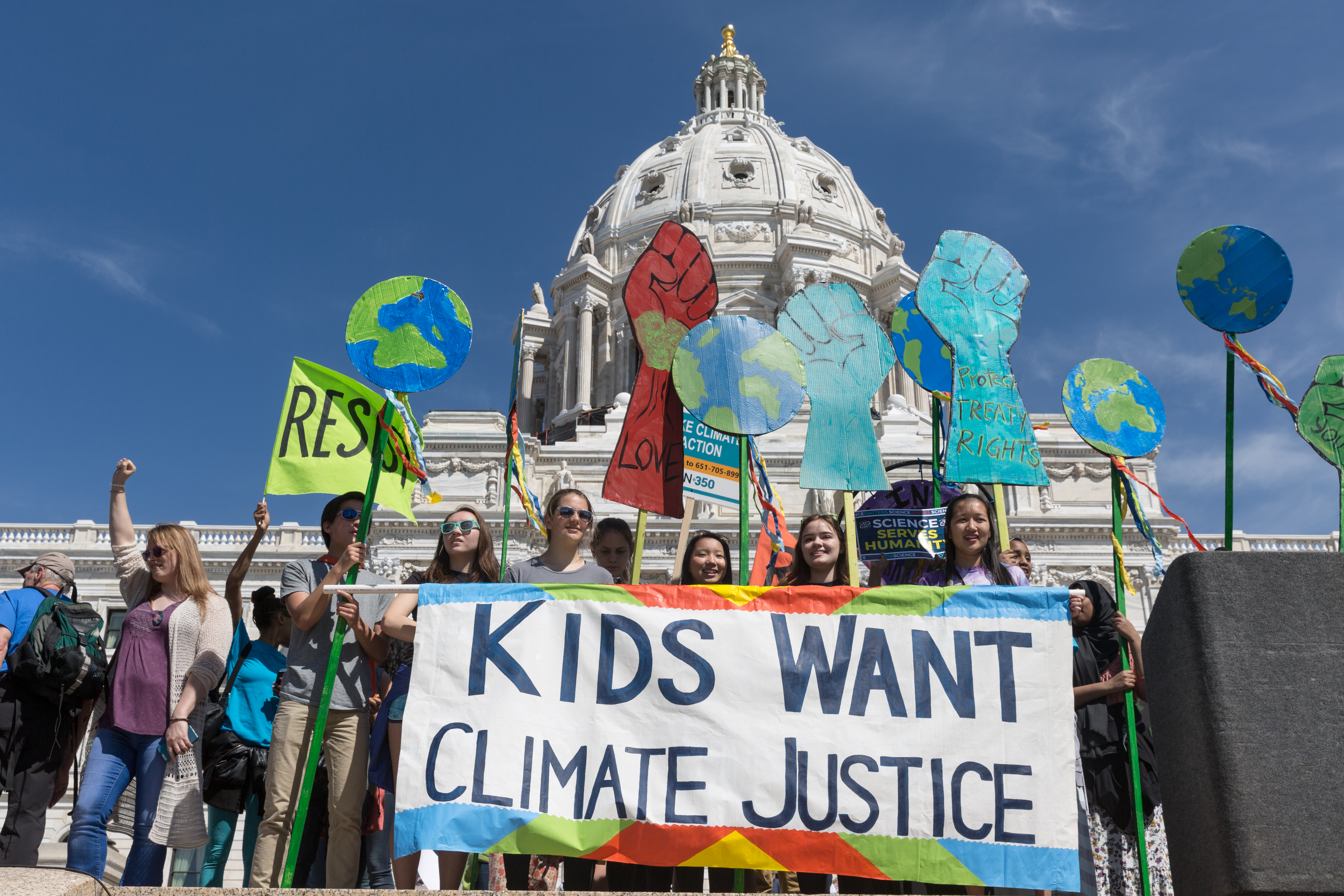
Niños pidiendo justicia por el cambio climático.

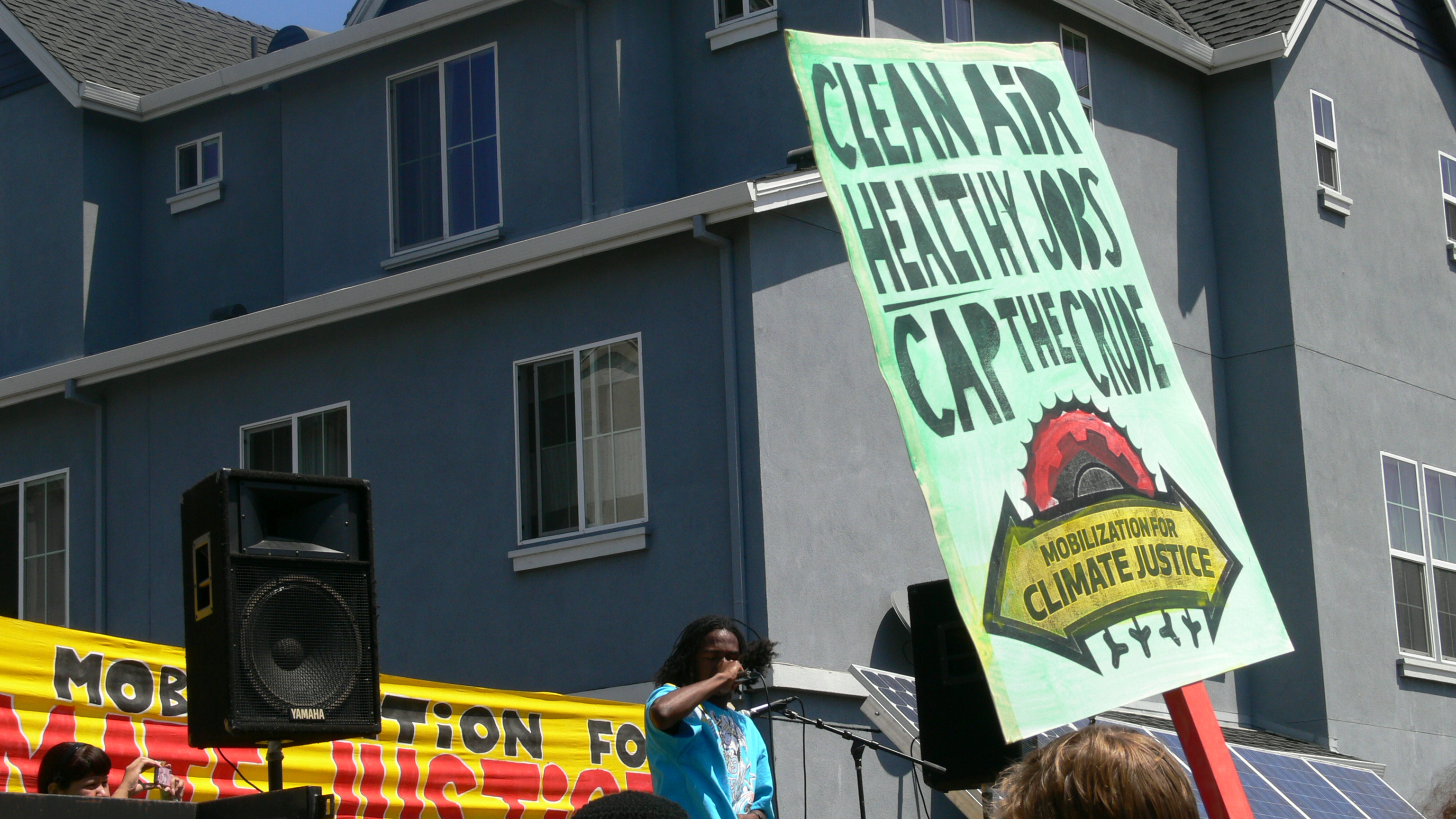
Marcha por la justicia climática en California (2009).

El ecologismo (en ocasiones llamado el movimiento verde o ambientalista) es un variado movimiento político, social y global, que defiende la naturaleza y la protección del medio ambiente.
Habitualmente, el ecologismo (también llamado ambientalismo) se defiende desde posiciones antropocéntricas, es decir, para satisfacer una necesidad humana, incluyendo necesidades de salud y sociales. En esos términos, los ecologistas hacen una crítica social más o menos implícita, proponiendo la necesidad de reformas legales y concienciación social tanto en gobiernos, como en empresas y colectivos sociales. El movimiento ecologista está unido con un compromiso para mantener la salud del ser humano en equilibrio con los ecosistemas naturales, se considera la humanidad como una parte de la naturaleza y no algo separada de ella. Una defensa pura del ecologismo se hace desde planteamientos ecocéntricos, dando prioridad a los ecosistemas y a las especies sobre los individuos, humanos o de otras especies. Este posicionamiento se enmarca normalmente dentro del ecologismo radical.
La ecología política se enfoca en conseguir modificaciones significativas en las políticas ambientales de todos los Estados del mundo. Hay quienes proponen un cambio radical en el sistema de Estado y se niega la necesidad de más desarrollo en el sentido convencional o capitalista, mientras otros solo proponen un cambio en la política ambiental, y otros un cambio profundo en la forma de las relaciones sociales y ambientales de producción.

### Políticas hacia la justicia climática
Las políticas sobre el calentamiento global son complejas debido a numerosos factores que surgen de la interdependencia de la economía mundial, de los fuertes intereses detrás de las causas del calentamiento global, y otros factores. Esto hace que el calentamiento global sea un desafío medioambiental con varios aspectos no tradicionales.
La mayoría de los países del mundo son miembros de la Convención Marco de las Naciones Unidas sobre el Cambio Climático (CMNUCC). El objetivo último de la Convención es prevenir una interferencia humana peligrosa en el sistema climático. Como se declara en la Convención, esto requiere que las concentraciones de gases de efecto invernadero (GEI) se estabilicen en la atmósfera a un nivel en el que los ecosistemas puedan adaptarse naturalmente al cambio climático, la producción de alimentos no se vea amenazada y el desarrollo económico pueda proseguir de una manera sostenible. La Convención Marco se acordó en 1992, pero desde entonces las emisiones globales han aumentado.
Durante las negociaciones, el Grupo de los 77 (un grupo de cabildeo en las Naciones Unidas que representa actualmente a 134 naciones en desarrollo): 4  presionó por un mandato que exigiera a los países desarrollados «[tomar] la iniciativa» en la reducción de sus emisiones. Esto se justificó sobre la base de que: las emisiones del mundo desarrollado han contribuido más a la acumulación de GEI en la atmósfera, las emisiones per cápita aún eran relativamente bajas en los países en desarrollo y las emisiones de los países en desarrollo crecerían para satisfacer sus necesidades de desarrollo.: 290 
Este mandato se sustentó en el Protocolo de Kioto de la Convención Marco,: 290  que entró en vigor en 2005. Al ratificar el Protocolo de Kioto, los países más desarrollados aceptaron compromisos jurídicamente vinculantes de limitar sus emisiones. Estos compromisos de primera ronda vencieron en 2012. El presidente estadounidense George W. Bush rechazó el tratado basándose en que «exime al 80 % del mundo, incluido los principales centros de población, como China y la India, de cumplimiento y causaría un grave daño a la economía de Estados Unidos».: 5 

### Derechos humanos
Derechos humanos y cambio climático son un marco conceptual y legal bajo el cual se estudian, analizan y abordan los derechos humanos internacionales y su relación con el calentamiento global. El marco ha sido empleado por gobiernos, organizaciones de las Naciones Unidas, organizaciones intergubernamentales y no gubernamentales, defensores de los derechos humanos y del medio ambiente, y académicos, para orientar las políticas nacionales e internacionales sobre cambio climático en el contexto de la Convención Marco de las Naciones Unidas sobre el Cambio Climático (CMNUCC) y los Instrumentos internacionales de derechos humanos.

## Casos de injusticia climática

### Islas del Pacífico
Los Estados insulares del Pacífico como Tuvalu, Kiribati, Vanuatu, Fiyi, Nauru, Tonga y las Islas Salomón están en la primera línea de la crisis climática. Esto dado que varias de ellas corren el riesgo de quedar inhabitables o de desaparecer bajo el agua a finales de siglo
Dada su baja altura, estos estados son altamente vulnerables a la subida del nivel del mar y a sus efectos, como la erosión de las costas, la contaminación de las fuentes de agua dulce y la destrucción de los cultivos.
En contraste a ser los territorios más amenazados por el cambio climático, las islas del Pacífico contribuyen solo en un 0,03% del total de las emisiones globales de carbono.

### Pueblos Indígenas
El cambio climático impacta de manera desproporcionada en los pueblos Indígenas de todo el mundo en comparación con los pueblos no Indígenas. Tal impacto se deja sentir particularmente en los ámbitos de la salud, el medio ambiente y las comunidades. Algunos académicos argumentan que los impactos desproporcionados son el resultado de formas actuales de colonialismo.

### Migrantes climáticos
Un refugiado ambiental, refugiado climático o emigrante ambiental es una persona obligada a migrar o ser evacuados de su región de origen por cambios rápidos o a largo plazo de su hábitat local, lo cual incluye sequías, desertificación, la subida del nivel del mar (es decir, las consecuencias del cambio climático). Según varias fuentes, aún no es posible identificar bien este subtipo de migración forzosa, en que aún no se ha definido de una manera que permita distinguir a los inmigrantes ambientales de emigrantes económicos o refugiados políticos.
En la década de 1990 se estimaba el número de refugiados ambientales en alrededor de 25 millones (los refugiados ambientales no están incluidos en la definición oficial de los refugiados, que sólo incluye a los migrantes que huyen de la persecución). El Grupo Intergubernamental de Expertos sobre el Cambio Climático (IPCC) estima que existirán 150 millones de refugiados en el año 2050, debido principalmente a los efectos de las inundaciones costeras, la erosión costera y los trastornos agrícolas (150 millones significa el 1,5% de la población mundial estimada para el año 2050 (unos 10 mil millones).

### Desigualdad de género
De acuerdo con algunos estudios,las mujeres y las infancias tienen 14 veces más probabilidades de morir que los hombres durante los desastres socio naturales, lo que está principalmente influenciado por países donde existe una mayor desigualdad de género.
Por ejemplo, durante el ciclón de Bangladesh de 1991, el 90% de las 140.000 víctimas fueron mujeres,mientras que en el caso del tsunami que en 2004 afectó las costas del océano índico, las defunciones fueron un 70% superiores en mujeres respecto a los hombres.

### Huracán Katrina

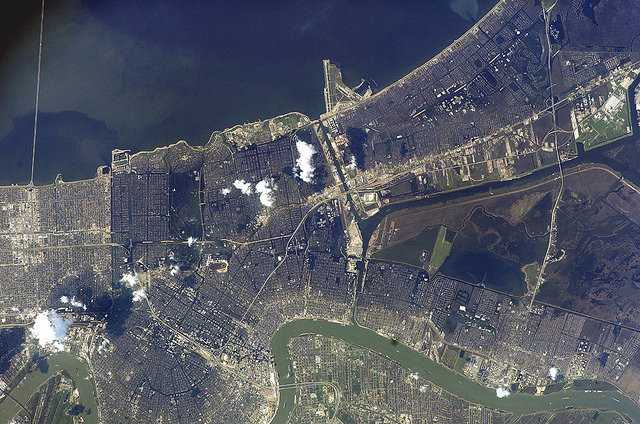
Imagen de la inundación tomada por la NASA después del huracán Katrina.

De acuerdo con un estudio, el huracán Katrina fue una prueba contundente de cómo los desastres provocados por el cambio climático afectan a las personas en magnitudes diferentes, ya que tuvo un efecto desproporcionado sobre grupos de bajos ingresos y minorías. Un estudio sobre las dimensiones de la clase y alcance del huracán Katrina reveló que aquellos más vulnerables a este incluye a gente pobre, negra, morena, ancianos, enfermos y gente sin hogar. Las comunidades de bajos ingresos y negras cuentan con pocos recursos y una limitada movilidad para evacuar antes de una tormenta. De igual forma, después de un huracán, las comunidades con bajos ingresos fueron las más afectadas por la contaminación, y esto se empeoró debido al hecho de que las medidas de ayuda del gobierno no lograron asistir adecuadamente a las personas con mayor riesgo.

## Controversias
Una cuestión polémica en debates sobre la justicia climática es el capitalismo, puesto que se le ve como la causa raíz. Esto conduce con frecuencia a desacuerdos fundamentales, por un lado, entre grupos medioambientalistas liberales y conservadores y, por otro, a izquierdistas y organizaciones radicales.[cita requerida] Mientras el primero normalmente suele señalar los excesos por parte del neoliberalismo que afectan el cambio climático y argumentan a favor de la reforma basada en el mercado, la problemática central subyacente son los rasgos de explotación del capitalismo.

## Otras lecturas
- Bali Principles of Climate Justice
- Institute for International Integration Studies
- Space for Movement? Reflections from Bolivia on climate justice, social movements and the state, PDF, edited by Building Bridges collective, July 2010, ISBN 978 0 85316 294 0
- Climate Change and Justice: On the road to Copenhagen, PDF, Heinrich Böll Foundation, Berlín 2009
- Broome, J. (2006). «Valuing policies in response to climate change: some ethical issues». HM Treasury. Archivado desde el original el 15 de octubre de 2009. Consultado el 28 de agosto de 2009.
- Africa Speaks up on Climate Change, PDF, Heinrich Böll Foundation, Nairobi 2007
- FOE Australia Climate Justice Position Paper, December 16, 2006
- Vandana Shiva - 2005, Earth Democracy;  Justice, Sustainability, and Peace, South End Press, ISBN 0-89608-745-X
- Geoffrey Pleyers, Climate Justice in the global age: a social movement perspective, ISA-Sage, 2015

- Datos: Q1291678
- Multimedia: Climate justice / Q1291678